# Realismo ingénuo
Realismo ingênuo, também conhecido por "Realismo directo" ou "realismo de senso comum", um realismo distinto do realismo científico, acredita que o que percebemos directamente corresponde ao que as coisas são realmente. Os nossos sentidos dão-nos directamente o mundo.
Todos os objectos são compostos de matéria que ocupa espaço. E são suas propriedades o volume, a forma, a cor, e por aí fora. Ao arrepio da ciência, garante que os objectos possuem as cores que nós percebemos através dos nossos sentidos.

## O debate filosófico e científico
Um realista ingénuo comporta-se como se ignorasse o debate filosófico sobre a natureza da experiência consciente. Na sequência do pensamento de René Descartes, John Locke,  George Berkeley, David Hume e Immanuel Kant, o mundo que vemos não é o mundo real, mas apenas a percepção da representação interna desse mundo gerado pelo cérebro.
Para os filósofos da mente contemporâneos e cientistas cognitivos, o realismo de Kant é tão ingénuo como o realismo de senso comum. A realidade é um compósito formado pela realidade última e pelas construções dos sentidos e do cérebro. A realidade não está só de um lado, do lado do mundo ou do lado da cabeça das pessoas.
Ainda assim, o último ponto de vista está longe de ser consensual. A teoria dos dados dos sentidos e o argumento da ilusão defendem que, o que percepcionamos, não são as próprias coisas em si mas os dados dos sentidos. Os dados, por vezes, podem ser apenas ilusões. Estas teorias dizem-nos que nunca saberemos como será a realidade última das coisas. O arco-íris é um exemplo de ilusão perceptiva. Faz parte da natureza da percepção não haver uma posição a partir da qual podemos saber se os dados dos sentidos correspondem ao mundo ou não.
O realista ingénuo não nega que haja ilusões de percepção, mas reivindica que os objectos, que percepcionamos de uma forma imediata e directamente, estão mesmo lá fora e não na mente. A mente produz as alucinações, as ilusões, e as imagens dos sonhos.

### Realismo direto e indireto
A questão do realismo direto ou "ingênuo", em oposição ao indireto ou realismo "representacional", surge na filosofia da percepção e da mente para fora do debate sobre a natureza da experiência consciente. A questão epistemológica de que se o mundo que vemos ao nosso redor é o mundo real em si ou simplesmente uma percepção da cópia interna desse mundo gerado por processos neurais no cérebro.